# Za Horou

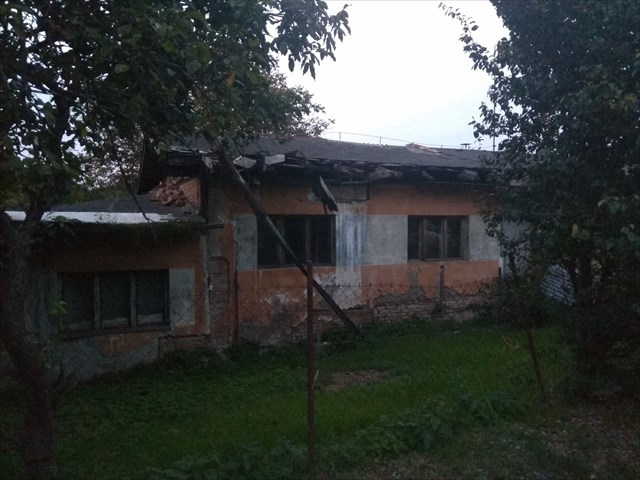
Dům v ulici Jednostranná na území bývalé kolonie

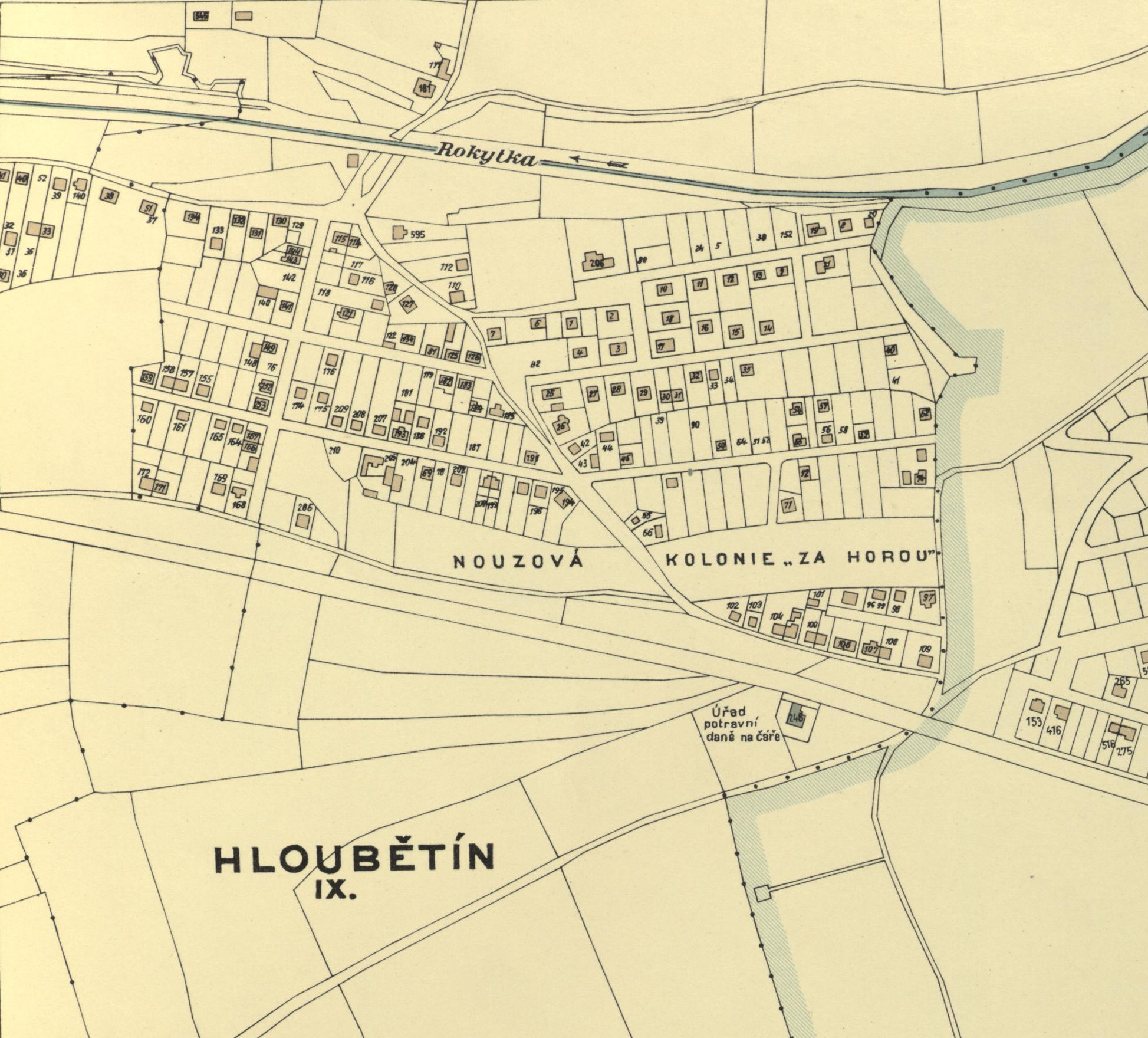
Plán z roku 1938

Za Horou je název bývalé nouzové kolonie na území Kyjí a Hloubětína.

## Historie
Jako většina pražských nouzových kolonií i tato vznikla v době první republiky, tehdy na okraji Prahy. Stavby vznikaly na svahu v údolí Rokytky, většinou byly pouze provizorní. Do míst nevedlo žádné dopravní spojení, nejbližší zastávkou byla dnešní Spojovací. Obyvatelé kolonie byli především dělníci, kteří neměli peníze na nájem v činžovních bytech. V porovnání s obyvateli jiných kolonií ovšem patřili k těm majetnějším, jelikož stavby si stavěli na svých koupených pozemcích. To jim dávalo možnost si nahlásit na místě svého domu i trvalé bydliště a postavit zde zděné domy. Obyvatelé ostatních kolonií tuto možnost neměli. Riziko zboření domu však stále existovalo, protože domy vznikaly v rozporu s regulačním plánem Prahy. V dnešní době se z původních chudinských obydlí stávají luxusní vily a je možné tak pozorovat zajímavé kontrasty mezi novými moderními stavbami a těmi původními nouzovými.